# Gertrude Förstel
Gertrud Förstel, orthographié Foerstel en français, (21 décembre 1880 – 7 juin 1950) est une soprano et professeure de chant allemande. Elle a chanté le solo de soprano de la Symphonie no 4 de Mahler à l'échelle internationale, et a participé à la création de Tiefland d'Eugen d'Albert et de la Symphonie no 8 de Mahler.

## Carrière
Née à Leipzig, elle est la fille d'un membre de l'Orchestre du Gewandhaus de Leipzig, elle est censée devenir pianiste, et étudie le piano au Conservatoire de Leipzig. Elle fait ses débuts en 1897 à Werdau. Angelo Neumann (de) remarque sa voix, et soutient ses études à Berlin avec Bertha Niklas-Kempner et à Dresde avec Aglaja Orgeni. Elle fait ses débuts à l'Opéra d’État de Prague, dirigé par Neumann, le 1er septembre 1900 dans le rôle d'Amina dans La sonnambula de Bellini. Elle y chante l'ouvrage de Nuri à la création de Tiefland le 15 novembre 1903.
Le 11 avril 1905, elle apparaît comme invitée à l'Opéra de la cour impériale et royale de Vienne dans le rôle de Sulamith dans La Reine de Saba, où elle est ensuite engagée comme membre de la troupe de 1906 à 1912. Elle joue le rôle de Sophie dans Der Rosenkavalier de Richard Strauss, lors de la première à  Vienne en 1911.
De 1904 à 1912, elle participe plusieurs fois au Festival de Bayreuth, dans des pièces, entre autres, telles que L'Oiseau de la forêt dans Siegfried en 1909 et 1911 et Woglinde dans L'Anneau du Nibelung en 1911 et 1912.
En concert, elle participe à la première de la Symphonie no 8 de Mahler à Munich le 12 septembre 1910. Son interprétation du solo de  soprano dans la  Symphonie no 4 de Mahler à Paris, est considérée comme l'une de ses meilleures réalisations.
Après sa retraite de la scène, elle est professeure de chant à l'école supérieure de musique et de danse de Cologne, l'une de ses élèves est Ilse Hollweg.